# Fuenteguinaldo
Fuenteguinaldo település Spanyolországban, Salamanca tartományban. Fuenteguinaldo El Bodón, Robleda, Peñaparda, El Payo, Casillas de Flores, Puebla de Azaba és Ituero de Azaba községekkel határos. Lakosainak száma 652 fő (2024).

## Népesség
A település népessége az elmúlt években az alábbi módon változott:
| Lakosok száma | 913  | 872  | 804  | 803  | 728  | 714  | 678  | 677  | 667  | 652  |
|               | 2001 | 2004 | 2007 | 2009 | 2012 | 2014 | 2017 | 2019 | 2022 | 2024 |